# Jošiiči Vatanabe
Jošiiči Vatanabe (japonsko 渡辺 由一), japonski nogometaš, 5. april 1954.
Za japonsko reprezentanco je odigral 6 uradnih tekem.